# Antoine Gillespie
Antoine Lamont Gillespie (Chicago, 16 gennaio 1973) è un ex cestista dominicano.

## Carriera
Con la Rep. Dominicana ha disputato i Campionati centramericani del 2001.

## Palmarès
- All-IBA First Team (1996)